# Melqart von Sciacca
Der sogenannte Melqart von Sciacca oder Melqart von Selinunt ist eine 38 cm hohe Bronzestatuette, die im Januar 1955 im Meeresabschnitt zwischen Selinunt und dem Capo San Marco in der Nähe von Sciacca an der Südwestküste Siziliens gefunden wurde. Die Statue wurde zwischen dem 13. und dem 9. Jahrhundert vor Christus gegossen. Sie wird im Archäologischen Regionalmuseum Antonio Salinas in Palermo ausgestellt.

## Archäologische Interpretation
Die Statue zeigt eine kanaanitische Gottheit, die Archäologen erst als Melqart und später als Baʿal oder Hadad identifizierten. Das Salinas-Museum schlägt inzwischen eine Interpretation als Reschef vor, ein mediterraner Gott aus der Hyksos-Zeit im Alten Ägypten.
Der Dargestellte ist zwischen den alten mesopotamischen Göttern des Himmels (Hadad oder der hurritische Teššub) und den nachfolgenden syro-anatolischen Ableitungen (kanaanitischer Baʿal, griechischer Zeus, römischer Iupiter Dolichenus) einzuordnen.
Hervorzuheben ist die Ähnlichkeit mit dem im Louvre erhaltenen berühmten Baʿal von Ugarit (14. Jh. v. Chr.). Der konische Hut mit einer knopfförmigen Erhebung ähnelt der Atef-Krone des ägyptischen Osiris. Der rechte Arm, der in dieser bedrohlich mahnenden Position in der künstlerischen Produktion der damaligen Zivilisationen weit verbreitet ist, hielt häufig Blitze, Zepter, Gegenstände oder Waffen (Äxte, Streitkolben, Keulen), die die Macht des Gottes über die Atmosphäre, Gewitter und Wirbelstürme symbolisieren. Dass die Hand abgeknickt ist, lässt auf eine ähnliche Darstellung schließen. Der Spitzbart, der für die mesopotamischen Völker charakteristisch ist, weicht von anderen Darstellungen des Melqart ab, der als Sohn bartlos dargestellt wird, und gehört wohl eher zum ikonografischen Kontext von Baʿal, Hadad, Teššub und Reschef. Er schließt eine Interpretation als weibliche Gottheit wie Anat aus.
Die Entdeckung im Meer qualifiziert das Fundstück als nicht-autochthon und lässt sich als Hinweis auf kulturellen Austausch mit den Völkern der Ägäis und des Nahen Ostens deuten, sodass anzunehmen ist, dass Sizilien bereits in vorgriechischer Zeit an einem der Hauptwege des antiken Mittelmeerraums lag. Die Statue könnte daher eines der Zeugnisse der Ausbreitung der kanaanitischen Völker im westlichen Mittelmeerraum um 1200 bis 1000 v. Chr. sein.